# Hugo Dreyer
Hugo Dreyer (* 22. März 1910 in Gersweiler (Saar); † 23. November 1982 in Wolfsburg) war ein deutscher Politiker (GB/BHE, CDU).
Dreyer begann nach seinem Schulbesuch eine kaufmännische Ausbildung. Es folgte eine mehrjährige Tätigkeit im Bergbau. Bereits zu Beginn des Zweiten Weltkrieges wurde er in die Altmark evakuiert. Am 4. Dezember 1935 beantragte er die Aufnahme in die NSDAP und wurde rückwirkend zum 1. November desselben Jahres aufgenommen (Mitgliedsnummer 6.910.610).
Im Jahr 1941 begann er eine Tätigkeit in der Automobilindustrie. Er war von 1943 bis 1945 Kriegsteilnehmer.
Dreyer war Mitglied des Verwaltungsausschusses des Arbeitsamtes Helmstedt. Er wurde zum Mitglied des Vorstandes des Landesverbandes und stellvertretenden Vorsitzenden der Vertreterversammlung des Bundesverbandes der Betriebskrankenkassen gewählt. Als Mitglied der Vertreterversammlung der Landesversicherungsanstalt Hannover war er ebenfalls tätig.
Dreyer war Mitglied des Rates der Stadt Wolfsburg seit 1951. Er war Mitglied des Niedersächsischen Landtages der dritten bis fünften Wahlperiode vom 6. Mai 1955 bis 5. Juni 1967. Bis zum 28. November 1958 gehörte er der  GB/BHE-Fraktion und später der CDU-Fraktion an.

## Belegstellen
1. ↑  Bundesarchiv R 9361-IX KARTEI/6891192
2. ↑  Laut Hans-Peter Klausch: Braune Wurzeln – Alte Nazis in den niedersächsischen Landtagsfraktionen von CDU, FDP und DP. Zur NS-Vergangenheit von niedersächsischen Landtagsabgeordneten in der Nachkriegszeit. Hrsg. von der Fraktion "Die Linke" im Niedersächsischen Landtag. Hannover 2008, S. 19.

| Personendaten    | Personendaten                          |
| ---------------- | -------------------------------------- |
| NAME             | Dreyer, Hugo                           |
| KURZBESCHREIBUNG | deutscher Politiker (GB/BHE, CDU), MdL |
| GEBURTSDATUM     | 22. März 1910                          |
| GEBURTSORT       | Gersweiler                             |
| STERBEDATUM      | 23. November 1982                      |
| STERBEORT        | Wolfsburg                              |